# Лідс (замок)
Замок Лідс (англ. Leeds Castle) — замок у графстві Кент в Англії, розташований посеред озера на острові неподалік від селища Лідс. Був зведений у 1119 році, у 1278 році перейшов у власність короля Едуарда I, ставши його улюбленою резиденцією. Сучасного вигляду набув у XIX столітті.

## Історія замку

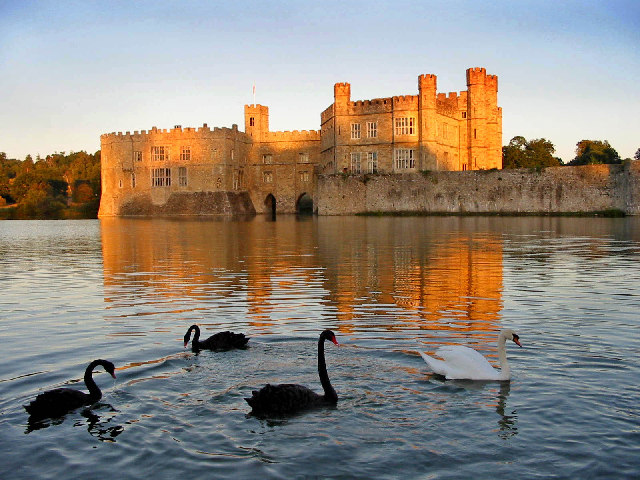
Замок Лідс на заході сонця

### Рання історія
Назва замку, Esledes, походить від імені його першого власника — Ліда чи Лідіана, який у 857 році побудував на цьому місці укріплення з дерева. Перша згадка сягає кінця XI століття, коли під час поземельного перепису населення дані про Лідс і його мешканців увійшли до Книги страшного суду. 1119 року Роберт де Кревекер звів на озерному острові кам'яний замок. 1278 року він був значно перебудований Едуардом I для його першої дружини, Елеонори Кастильської. Був споруджений потрійний барбакан, кожна частина якого мала власний вхід, розвідний міст, ворота і герсу. До 1318 року замок входив до вдовиної долі королев Англії, у ньому подовгу жила друга дружина короля Маргарита Французька. Після смерті мачухи Едуард II обміняв Лідс на маєток Еддерлі у Шропширі, що належав лорду Бартоломью Бадлсмеру.

### Резиденція королев
Осінню 1321 року під час паломництва до Кентербері у Лідсі мала намір зупинитися королева Ізабелла. Господаря, лорда Бадлсмера, який на той момент перебував в опозиції до короля, не було у замку, а його дружина відмовилась прийняти королеву. Декілька осіб з охорони Ізабелли були вбиті при спробі прорватися у Лідс. У жовтні 1321 року Едуард II у помсту взяв замок в облогу, його комендант і солдати були страчені, а родичі Бадлсмера були арештовані та доправлені у Тауер. Налякані долею захисників Лідса, гарнізони інших замків, що належали Бадлсмеру, здались королю без бою.
Можливо, вже у 1321 році замок був переданий королеві Ізабеллі, оскільки відомо, що на Великдень 1322 року за її наказом продавалися продовольчі припаси Лідса. Але документально передача Лідса королеві засвідчена тільки у 1327 році. Більше ніколи замок не зазнавав облог, протягом наступних століть він залишався резиденцією королев Англії. 1395 року Річард II приймав у замку французького літописця Жана Фруассара, який описав цей епізод у своїх «Хроніках».
Генріх VIII перебудував замок для своєї першої дружини, Катерини Арагонської. В Лідсі зберігається картина з зображенням зустрічі Генріха і короля Франциска I. Деякий час тут провела в ув'язненні майбутня королева Єлизавета.

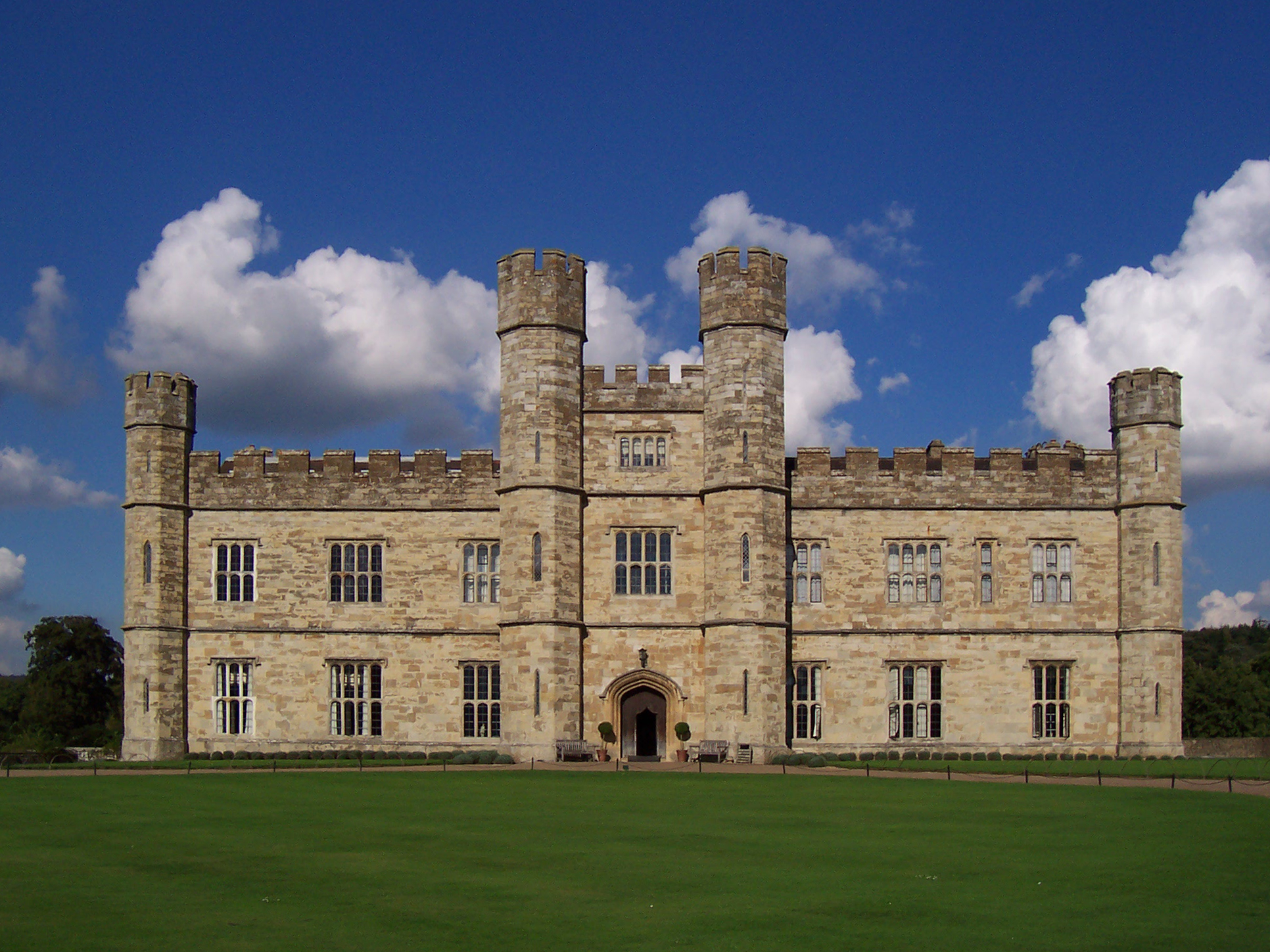
Оновлення замку у тюдорівському стилі було завершене у 1823 році.

### XVII–XIX сторіччя
Протягом Громадянської війни замок уникнув руйнувань, оскільки його власник сер Чейні Калпепер (Cheney Culpeper) перебував на стороні парламентаристів. Протягом війни замок використовувався як склад озброєнь і як в'язниця. Інший член родини Калперерів, Джон Калперер, який був на стороні роялістів, отримав понад 5,000,000 акрів (20,000 км²) земель у Вірджинії у нагороду за допомогу у втечі принца Вельського.
Замок належав Роберту Фаєрфоксу протягом 46 років до 1793 року, коли він зрештою перейшов до Вікгем-Мартинсів (Wykeham Martins). Розпродаж майна у Вірджинії приніс родині значну суму коштів, що дозволило провести великі ремонтні роботи, а також реконструкцію замку у тюдорівському стилі, яка була завершена у 1823 році. Сучасний вигляд замку є результатом цієї реконструкції.

### XX сторіччя
У 1926 році Лідс придбала леді Олів Бейлі. Вона повністю переробила інтер'єри замку, найнявши найкращих дизайнерів. Архітектор Арман-Альбер Рато займався як змінами зовні, так і внутрішнім оздобленням. Ним були, приміром, побудовані дубові сходи у стилі XVI століття. Пізніше у Лідсі працював паризький декоратор Стефан Будін. Завдяки леді Бейлі у замку зібрані колекції меблів, кераміки, гобеленів, картин і китайської порцеляни XVIII століття. Були реконструйовані спальня королеви і ванна кімната — цим приміщенням повернули вигляд палат початку XV століття, коли до замку часто навідувалась Катерина Валуа, дружина Генріха V. Також леді Бейлі організувала Фонд замку Лідс, який займається благоустроєм замку і прилеглого парку.

## Цікаві пам'ятки
- Рослинний лабіринт з 2,400 тисових дерев, був відкритий у 1988 році[6][7].
- Птаховий вольєр, де можна побачити близько ста рідкісних та екзотичних видів птахів (какаду, папуг ара, туканів тощо).
- Музей собачих нашийників, в якому зібрана колекція старовинних нашийників XV–XVII століть.

## Галерея

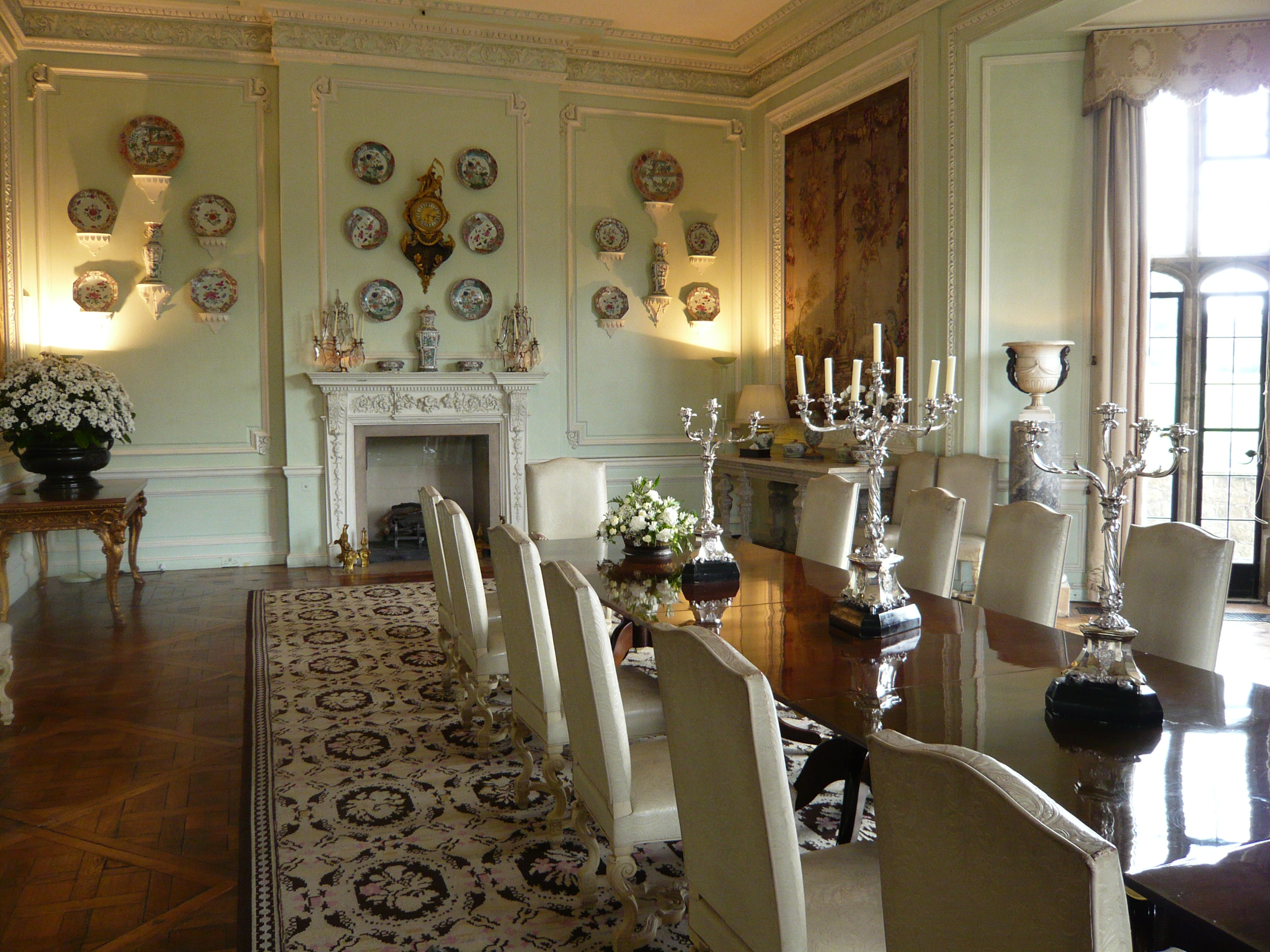
Столова кімната
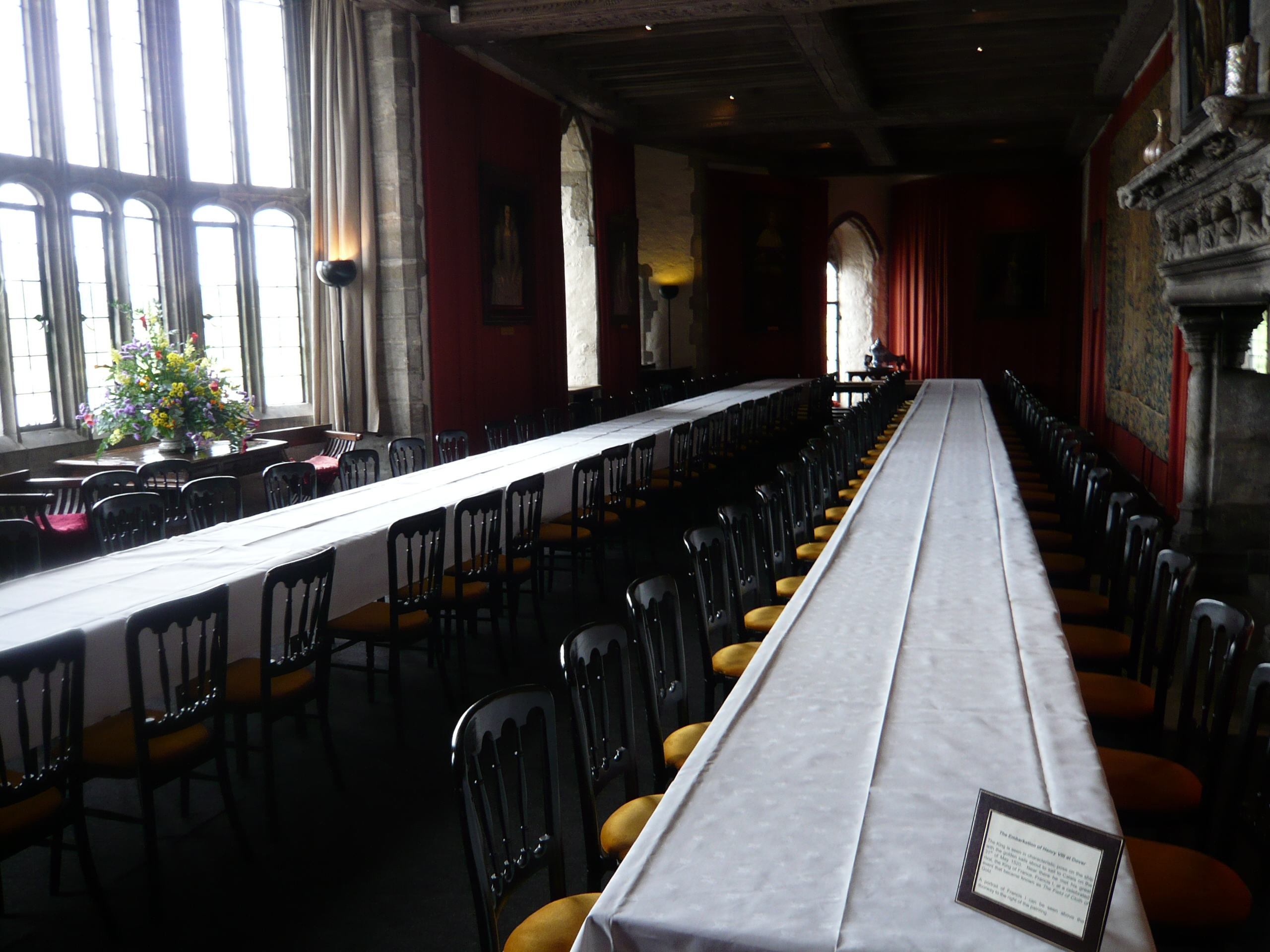
Бенкетна зала
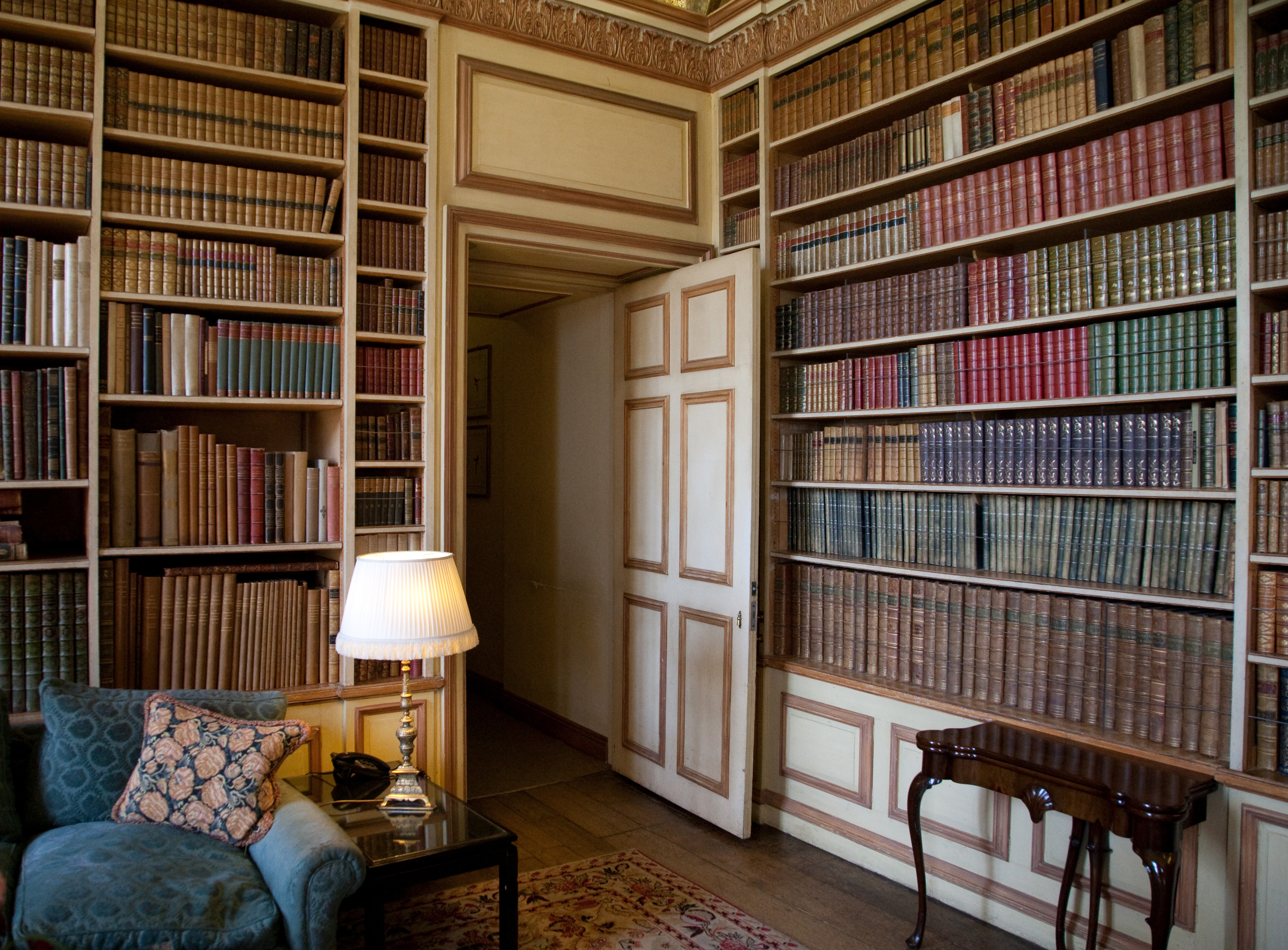
Бібліотека
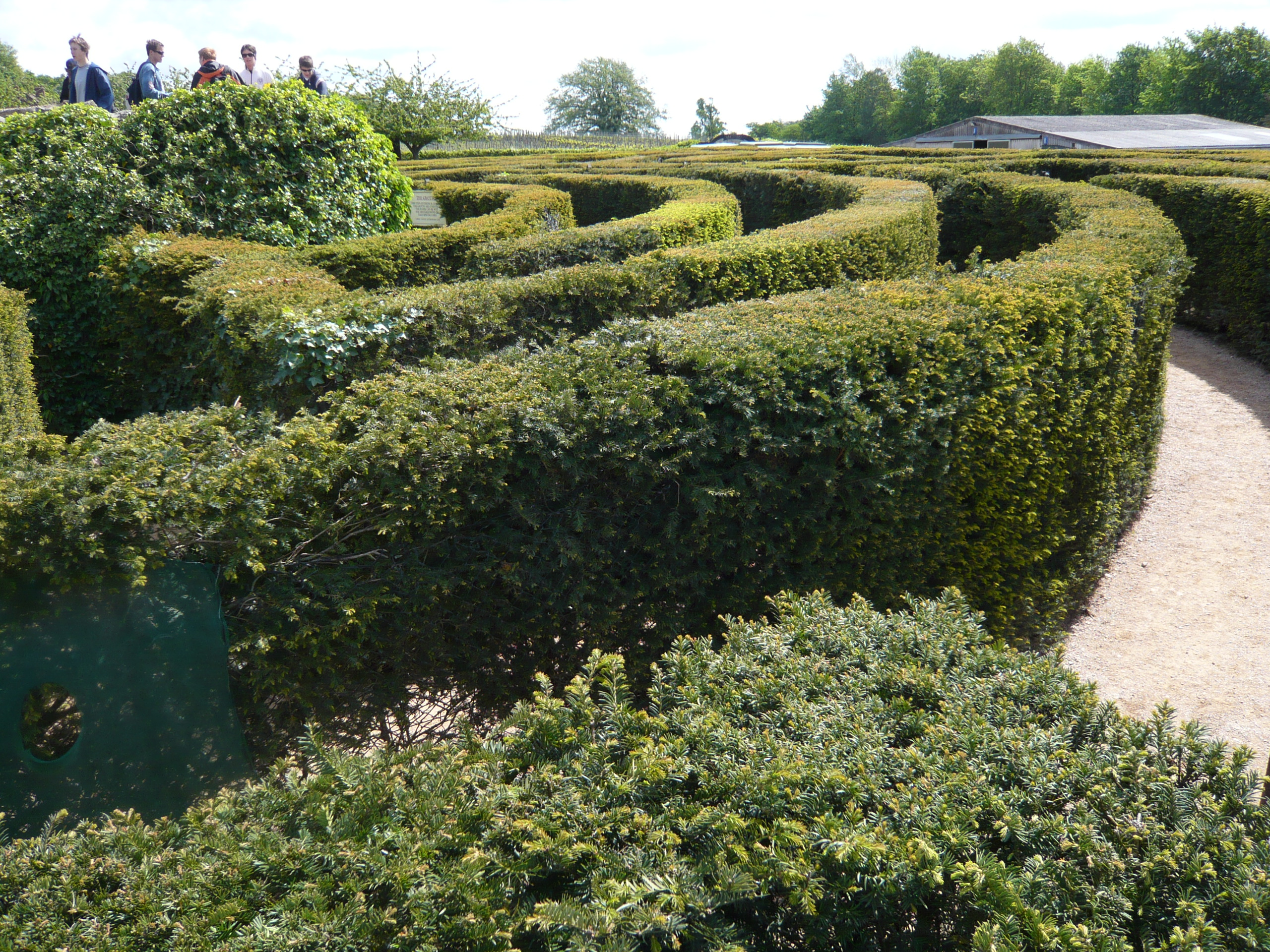
Лабіринт замку Лідс